# Az amerikai képregény aranykora
Az amerikai képregény aranykora a képregénytörténelem egyik legfontosabb időszaka, mely az 1930-as években kezdődött és az 1940-es évek végéig tartott. Ebben az időszakban erősödött meg a képregény műfaja a popkultúrán belül, ekkor születtek meg a szuperhősök őstípusai és sok máig népszerű szuperhős debütálása is ekkor történt. Ebben az időszakban kristályosodtak ki a képregény formai szabályai.

## Története
A képregényrajongók és -történészek többsége megegyezik abban, hogy az aranykor kezdete 1938-ra datálható, mikor Superman először jelent meg a DC Comics kiadványában Action Comics első számában. Más vélemények korábbra helyezik az aranykor kezdetét: az Overstreet Comic Book Price Guide kiadásában megjelent The Golden Age Quarterly az 1933-as évet jelöli meg kezdetnek, ugyanis ekkor jelentek meg az első képregényfüzetek (addig csak képregény-csíkként léteztek más újságokban). Más történészek, például Roger Sabin a Comics, Comix and Graphic Novels: a History of Comic Art kiadványban 1935-re datálja a kezdetet, amikor a DC Comics elődje, a National Allied Publications megjelentette az első kiadványát, a New Fun: The Big Comic Magazine első számát. Mindazonáltal Superman volt az első szuperhős, és az ő megjelenésével kezdődött el a szuperhős karakterek térhódítása a képregény műfaj keretein belül. És ez a tendencia uralta a képregényeket a '40-es évek végéig.
1939 és 1941 között a DC leányvállalata, az All-American Comics megteremtette a kiadó máig népszerű és híres szuperhőseit. Ilyenek voltak többek között Batman és Robin, Wonder Woman, Flash, Zöld Lámpás, Atom, Sólyom, és Aquaman. Az 1940-es években pedig a Timely Comics, a Marvel Comics elődje, több millió példányt adott el a saját szuperhős történeteiből a Fáklya, a Torpedó, és Amerika Kapitány főszereplésével.
Bár ma már a DC és a Timely karakterei sokkal ismertebbek, a '40-es évek legnépszerűbb szuperhőse a Fawcett Comics Csodakapitánya volt. A Wizard magazine 179. részében (2006. szeptember) Ben Morse egy cikkben azt állítja, hogy az 1940-es évben a Csodakapitány főszereplésével megjelenő Captain Marvel Adventures-ből 1,4 millió példányt adtak el számonként, így ez volt az év legolvasottabb képregénye. Sokkal többet adtak el belőle, mint Superman történeteiből.
A Quality Comics Plastic Man képregénye és a karikaturista Will Eisner maszkos detektívjéről szóló The Spirit képregény - mely eredetileg újságokban jelent meg folytatásos formában - szintén nagyon népszerű volt ebben a korban.
A második világháború jelentős hatással volt a történetekre. A szuperhős-képregények óriási népszerűségre tettek szert a háború alatt, mint olcsó, egyszerű, könnyed olvasmányok, ahol mindig a jó győz a gonosz felett. Az amerikai képregénykiadók a szuperhőseiket a tengelyhatalmak ellen indították harcba: a kor ikonjaivá váltak az olyan képregényborítók, ahol szuperhősök verik meg Adolf Hitlert vagy karikatúra szerűen ábrázolt japán katonákat győznek le.
Bár a popkultúra szempontjából a szuperhősök megteremtése volt az aranykor legfőbb momentuma, nagyon sok más stílusú képregény is jelent meg mellettük. Az aranykorban sok humoros, western, romantikus és dzsungeles képregény is megjelent. James Steranko History of Comics  című könyve megjegyzi, hogy ez leginkább a Dell Comics kiadóra volt jellemző, mely megszerezte jogot Walt Disney karaktereinek képregényre viteléről. A Dell Comics adta ki többek között Mickey egér, Donald kacsa, Roy Rogers és Tarzan történeteit. Így több millió eladott példányszámot tudtak produkálni hónapról hónapra. Náluk dolgozott a kor egyik nagy tehetsége - Donald kacsa írója és rajzolója - Carl Barks is. A korszak később is fennmaradó alkotásai közé tartoznak az Archie Comics által megalkotott tinédzser és humoros karakterek.

## A korszak vége
Nincs konkrétan meghatározott időpont, hogy mikor is ért véget a képregények aranykora, azonban néhány biztos támpontban a rajongók többsége megegyezik:
- A durva stílusú bűnüldözői és horrorképregények népszerűsége (például az EC Comics történetei) egyre emelkedik a '40-es évek végén és az '50-es évek elején.
- 1950. A Timely Comics beszünteti az Captain America Comics sorozatát a 75. számmal (1950. február) – bár később beindítanak egy sorozatot Captain America's Weird Tales néven, de két szám után megszüntetik és a füzetekben nem szerepelt szuperhős történet. A vállalat már 1949 júniusában megszüntette a legfőbb címét, a Marvel Mystery Comics-ot és a Sub-Mariner Comics-ot. Az előbbit a #92, az utóbbit a 32. számnál.
- 1951. A DC Comics elődje beszünteti a kor leghíresebb szuperhőscsapata, a Justice Society of America történeteinek közlését az All Star Comics képregényben az 58. számnál (a sorozat All-Star Western néven folytatódott). A Timely Comics-nál Martin Goodman (főszerkesztő és kiadó) elkezdte az Atlas Comics logót használni a képregények borítóján.

## Lásd még
- Az amerikai képregény ezüstkora
- Az amerikai képregény bronzkora
- Az amerikai képregény modernkora